# 4808 Ballaero
4808 Ballaero este un asteroid din centura principală, descoperit pe 21 ianuarie 1925 de Karl Reinmuth.